# Delegación del Gobierno en Cataluña
La Delegación del Gobierno en Cataluña es el órgano de la Administración Periférica del Estado, que representa al Gobierno de España en la comunidad autónoma de Cataluña.

## Sede

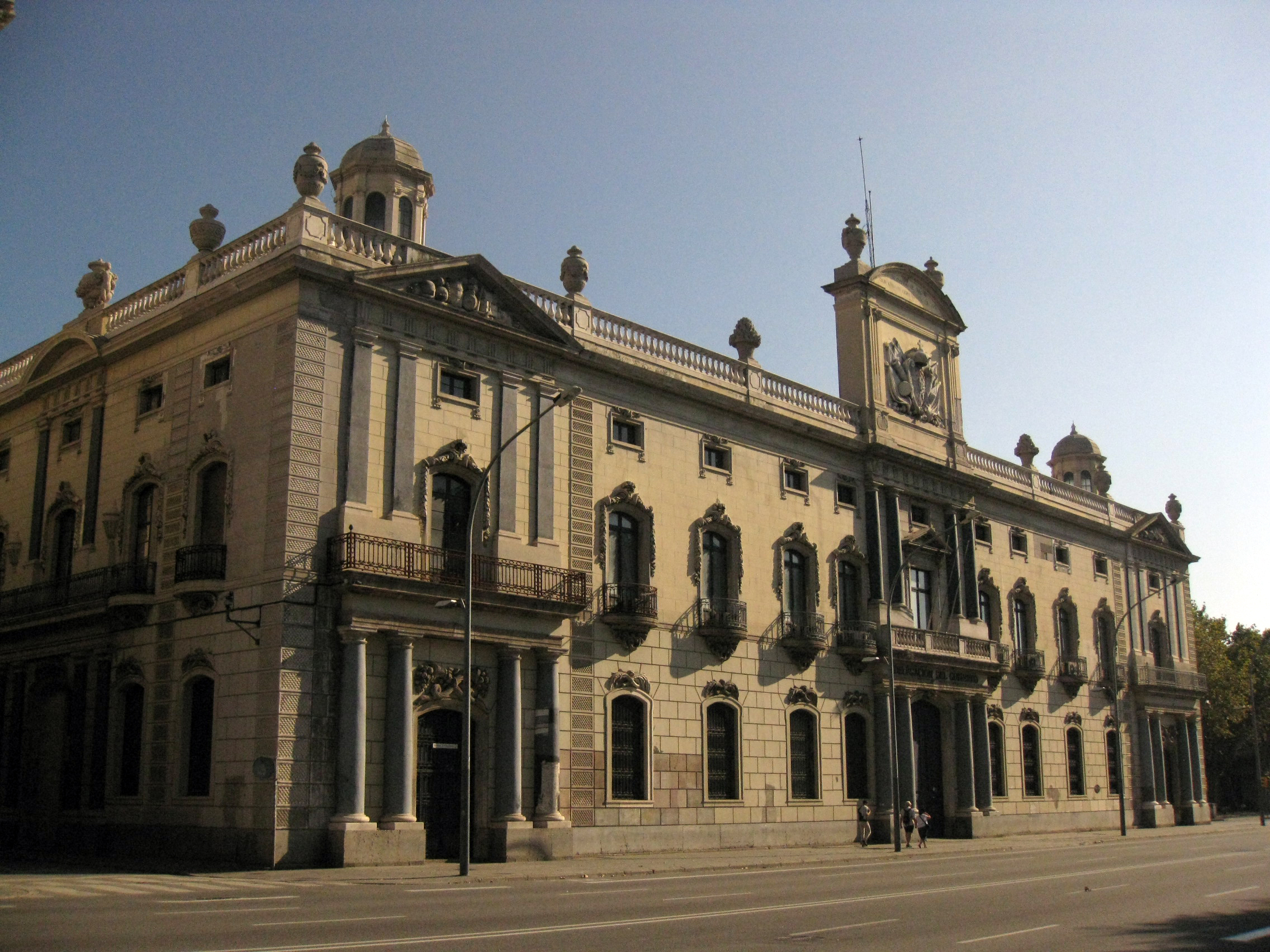
Fachada de la Antigua Aduana, sede histórica de la Delegación.

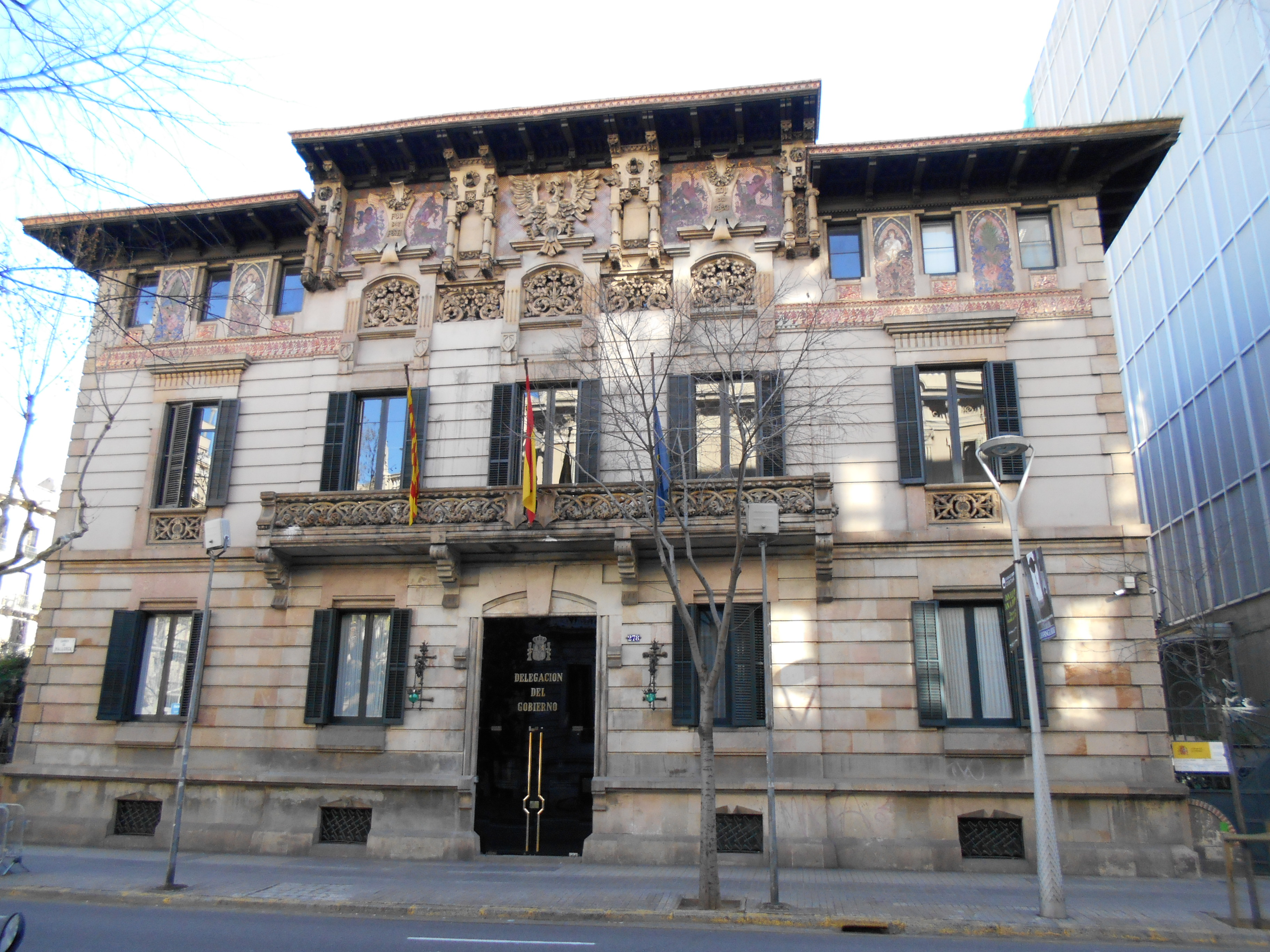
Fachada del Palacio Montaner, sede provisional de la Delegación desde 2008.

La sede histórica de la Delegación del Gobierno en Cataluña es el palacio de la Antigua Aduana de Barcelona, situado en la avenida Marqués de la Argentera. Sin embargo, en 2008 la Delegación se trasladó provisionalmente a la sede de la Subdelegación del Gobierno en Barcelona, el Palacio Montaner sito en la intersección de la calle de Mallorca con la calle de Lauria, debido a la realización de unas obras de rehabilitación de la sede histórica que más de una década después aún no se han realizado.
Por otra parte, el Gobierno central dispone de una residencia oficial para quienes están al frente de la delegación situada en la calle de la Abadesa Olzet, en el barrio de Pedralbes de la ciudad de Barcelona. A pesar de ser propiedad del Gobierno desde 1978, no todos los delegados han querido vivir allí. Joan Rangel y Montserrat García Llovera, ambos del gobierno de José Luis Rodríguez Zapatero (PSOE), prefirieron alojarse en su residencia.

## Delegados del Gobierno
- 1980-1981 Josep Meliá Pericás
- 1982-1993: Francesc Martí Jusmet
- 1993-1996: Miguel Solans Soteras[4]
- 1996-2003: Julia García-Valdecasas Salgado
- 2003-2004: Susanna Bouis Gutiérrez[5]
- 2004-2011: Joan Rangel Tarrés
- 10/2011-12/2011: Montserrat García Llovera
- 12/2011-11/2016: María de los Llanos de Luna Tobarra[6]
- 11/2016-06/2018: Enric Millo Rocher
- 06/2018-1/2022: Teresa Cunillera i Mestres
- 01/2022: Maria Eugènia Gay Rosell
- 03/2023: Carlos Prieto Gómez

## Subdelegaciones del Gobierno en Cataluña
Véase también: Subdelegación del Gobierno de España
El organismo está dirigido por el subdelegado del Gobierno, dependiente orgánicamente del delegado del Gobierno. La Delegación del Gobierno cuenta, a su vez, con cuatro subdelegaciones provinciales, con sede en sus respectivas capitales provinciales: una en la provincia de Barcelona (con sede también en la ciudad de Barcelona), otra en la provincia de Gerona (con sede en la ciudad de Gerona), otra en la provincia de Lérida (con sede en la ciudad de Lérida) y otra en la provincia de Tarragona (con sede en la ciudad de Tarragona).
Los titulares de las Subdelegaciones se mencionan a continuación:
- Subdelegaciones del Gobierno en Barcelona: María Carmen García-Calvillo Moreno[7]
- Subdelegaciones del Gobierno en Gerona: Pere Parramon Rubio[8]
- Subdelegaciones del Gobierno en Lérida: José Crespín Gómez[9]
- Subdelegaciones del Gobierno en Tarragona: Elisabet Romero Álvarez[10]